# プロンジュール (潜水艦)
プロンジュール（仏語：Plongeur、潜水者の意味）は1863年4月16日に進水したフランス海軍の潜水艦。動力（人力を使わない）で航行する潜水艦としては世界初のものである。
シメオン・ブルジョワ（Siméon Bourgeois）大佐が立案し、海軍艦艇設計者のシャルル・ブルン（Charles Brun）が1859年にロシュフォール海軍工廠で設計を開始した。

## 仕様

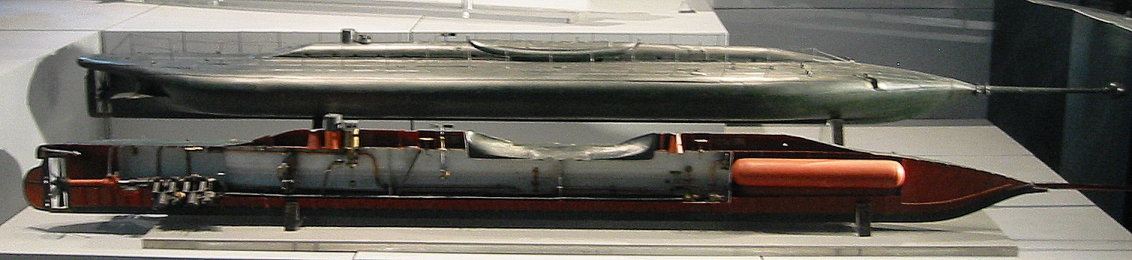
パリの海軍博物館（Musée de la Marine）に展示されているプロンジュールの模型

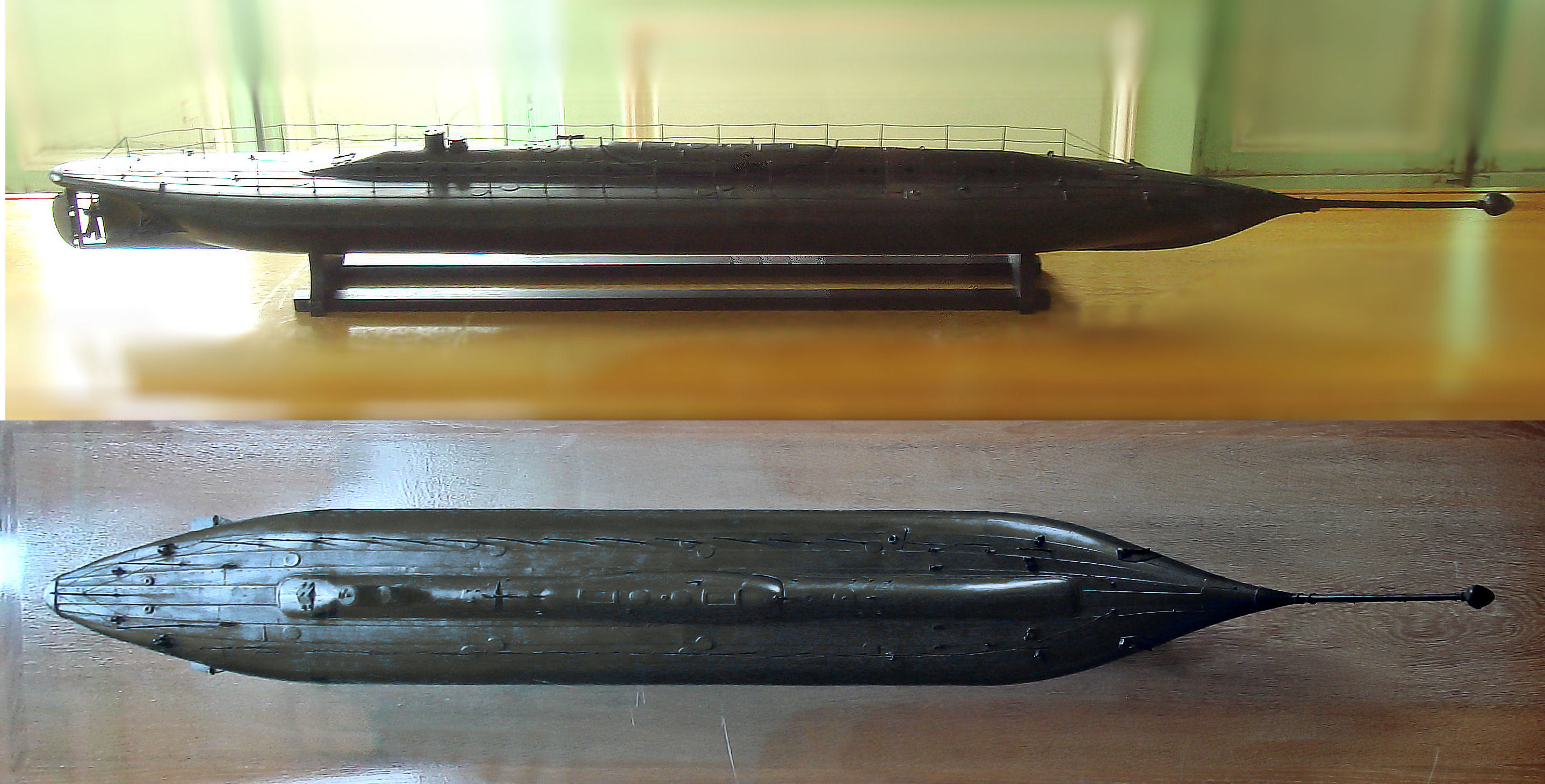
1867年のパリ万国博覧会のために作製されたプロンジュールの模型。ロシュフォール海軍博物館（Rochefort Musée National de la Marine）

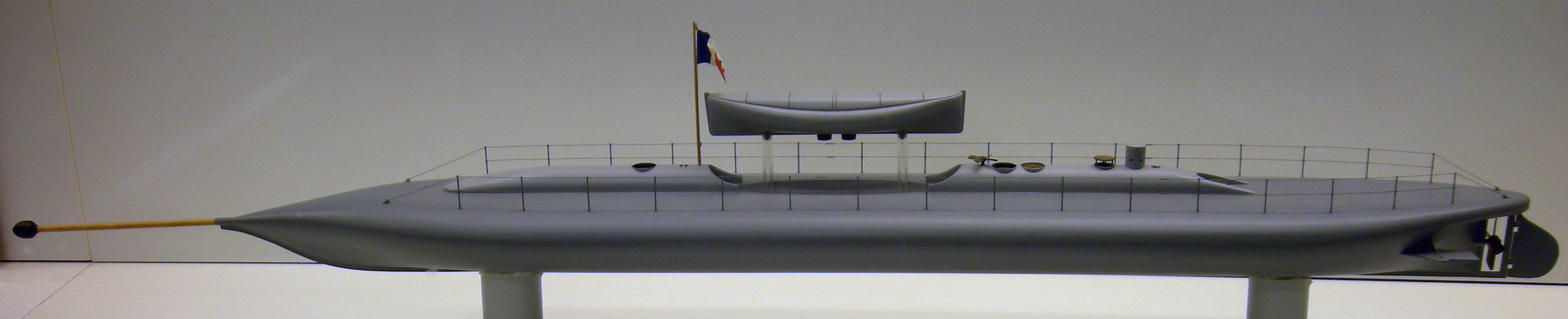
ドイツ博物館に展示されているプロンジュールの模型。救命艇を切り離した状態。

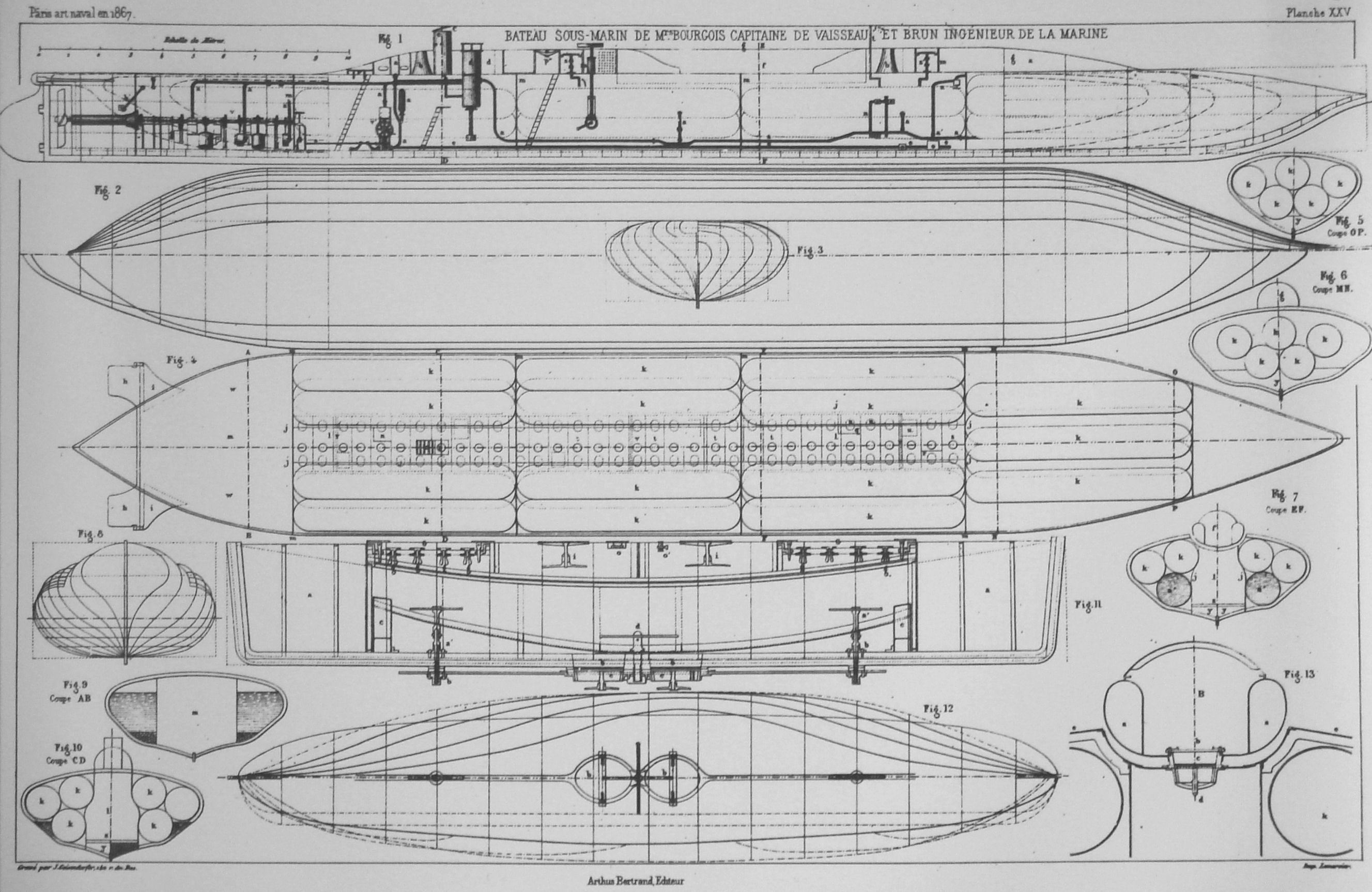
プロンジュールの図面

プロンジュールは貯蔵した圧縮空気を利用するレシプロ式の空気エンジンで推進した。圧縮空気は12.5バールに加圧され23個の空気タンクに貯蔵されたが、容積は153 m³となるため、潜水艦自体も先例のない大きなサイズとなった。エンジン出力は80馬力（60 kW）で、4ノットの速度で5海里（9 km）の航続距離があった。
圧縮空気は53 m³の容積を持つバラストタンクの排水にも用いられた。バラストは34トンの安全バラストも含めて212トンであった。
プロンジュールは先端に敵艦の船体を突き刺して穴を開けるための衝角を有しており、また電気発火式の外装水雷も装備された。
全長は43 m、排水量は381トンであった。
カシャロット（Cachalot）という名前の支援艦が、必要に応じて圧縮空気を再充填するためにプロンジュールと共に行動した。
12人の乗員が脱出できるように、8m x 1mのサイズの小さな救命艇が装備されていた。

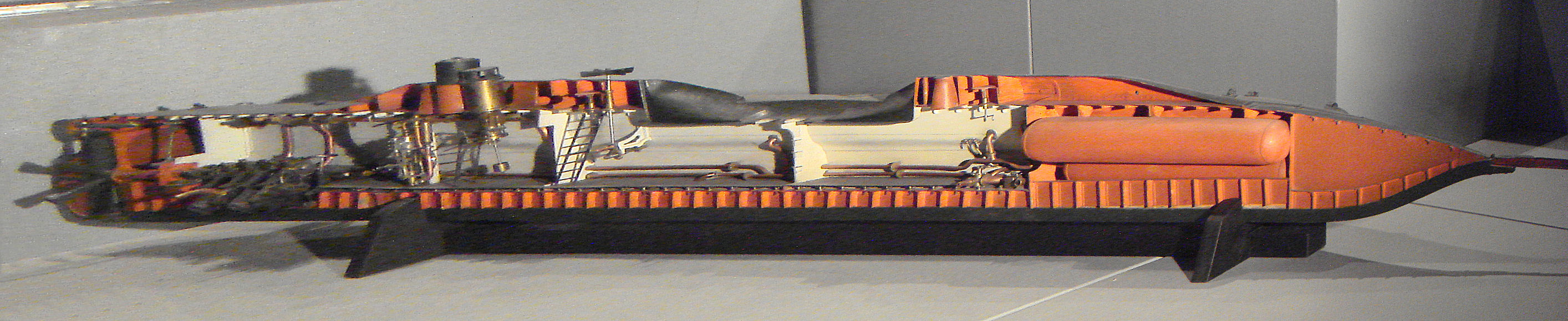
プロンジュールの内部構造

## 運用歴

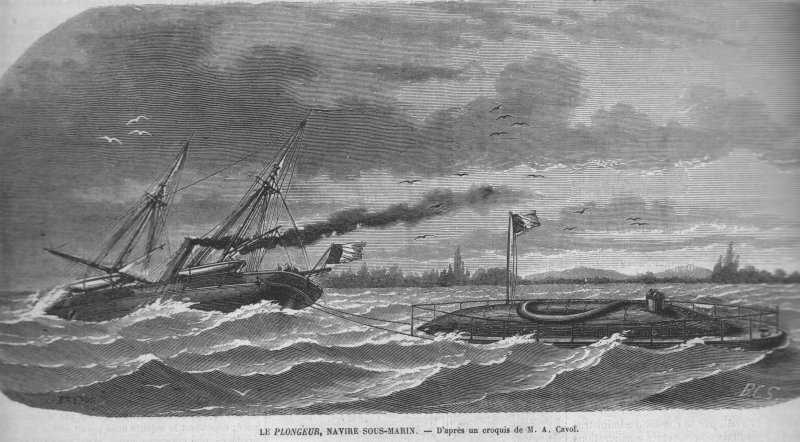
La Vigieに曳航されるプロンジュール

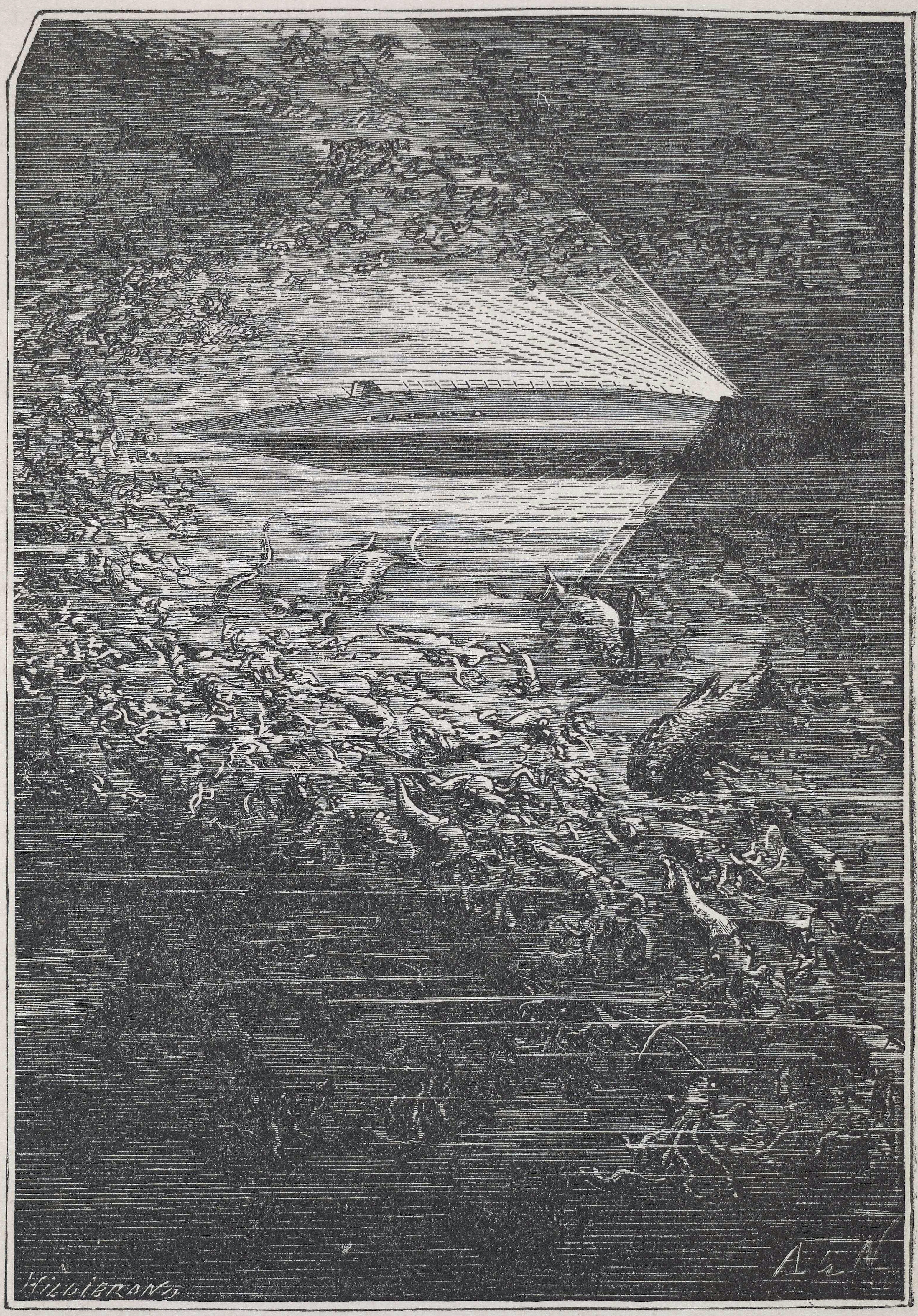
ジュール・ヴェルヌが想像したノーチラス号

ラ・ロシェル生まれのマリー＝ジョセフ＝カミーユ・ドーレ（Marie-Joseph-Camille Doré）中尉がプロンジュールの艦長となった。
1863年10月6日、シャラント川を下りCabane Carréeの港へ向かう最初の試験が行われた。
1863年11月2日、最初の潜水実験を実施するために、シャラント川河口のPort de Barquesまで曳航された。天候が不順であったため、プロンジュールはLa Pallice、さらにラ・ロシェルまで曳航された。 
1864年2月14日、ラ・ロシェルでの試験中に、圧縮空気を送り込み過ぎたためにエンジンが急速回転し、埠頭にぶつかってしまった。試験は中止された。
1864年2月18日、プロンジュールはLa Palliceに曳航され、9 mの潜水を行った。
その長さからくる安定性の問題のため、プロンジュールの最大潜行深度は10 mでしかなかった。前部が早く沈む傾向にあり、海底にぶつかって、前方に動いてしまう。この傾きを補正するためにポンプが搭載されたが、作動が遅すぎて有効とは言えなかった。ジムノートやギュスターヴ・ゼデ等の後に開発された潜水艦のように、潜舵を使用すれば安定性の問題は改善されたと思われる。
1867年のパリ万国博覧会にプロンジュールの模型が展示された。それを見たジュール・ヴェルヌは3年間の構想の後、海底二万里を発表した。
各種の試験を実施した後、1872年2月2日に、フランス海軍はプロンジュールを退役させた。

## 改装

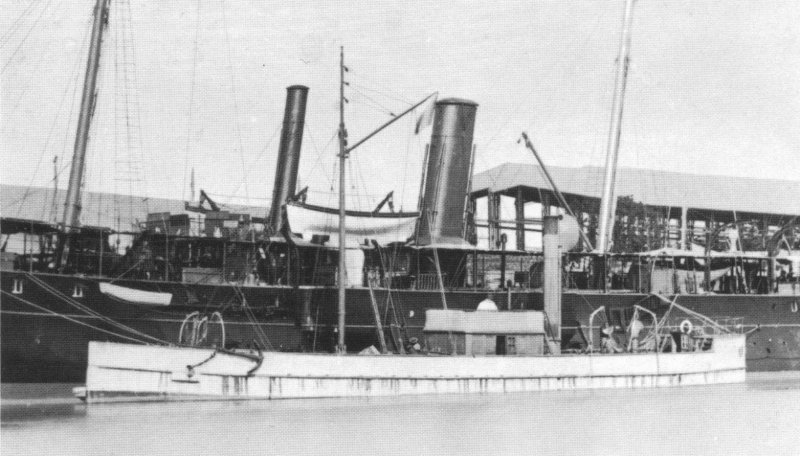
20世紀初めに、移動給水艦に改造されたプロンジュール

1873年1月1日、プロンジュールは120馬力の2気筒複合蒸気エンジンを据え付けられ、ロシュフォール港で給水艦として現役に戻った。1898年には、魚雷艇74号から取り外したエンジンを載せ替えた。
1927年、ロシュフォール海軍工廠が閉鎖されたため、プロンジュールは地中海側のトゥーロンに異動となり、第一および第三戦隊に水の供給を行った。
1935年12月25日に退役、1937年5月26日に25,143フランで売却された。

## 参考資料
- www.netmarine.net Les essais du sous-marin Plongeur
- Submarine history